# Бжостовский, Юзеф
Ю́зеф Бжосто́вский (Бржостовский; пол. Józef Brzostowski; 2 февраля 1692, Михалишки — март 1745, Волколата (ныне Докшицкого района Витебской области Республики Беларусь) — писарь великий литовский (с 1715), писарь литовский, староста быстрицкий и мядельский.
Представитель знатного шляхетского рода Бжостовских герба «Стремя». Сын Яна Владислава, референдария великого литовского. Внук Циприана Павла, воеводы трокского.
Был дважды женат. В первом браке с Людвикой Садовской имел сыновей Станислава, воеводу инфлянтского (ливонского), Павла Ксаверия, писаря великого литовского, референдария великого литовского, Роберта, маршалка Трибунала Великого княжества Литовского и дочь Терезу. Во втором браке с Барбарой Поцей родилась дочь Елена.